# Schätzung der Varianz der Grundgesamtheit
Zur Schätzung der Varianz der Grundgesamtheit wird oft die Maximum-Likelihood-Schätzung benutzt. Die Maximum-Likelihood-Schätzung liefert als Schätzer der unbekannten Varianz der Grundgesamtheit die unkorrigierte Stichprobenvarianz, die allerdings nur asymptotisch erwartungstreu ist. Einen erwartungstreuen Schätzer, die korrigierte Stichprobenvarianz, erhält man, indem man die unkorrigierte Stichprobenvarianz mit dem Korrekturfaktor {\displaystyle 1/(n-1)} multipliziert.

## Varianzschätzung einer normalverteilten Grundgesamtheit

### Maximum-Likelihood-Schätzung
Seien {\displaystyle X_{1},\ldots ,X_{n}} unabhängig und identisch verteilte Zufallsvariablen aus einer normalverteilten Grundgesamtheit {\displaystyle X_{i}\sim {\mathcal {N}}(\mu ,\sigma ^{2}),\;i=1,\ldots n} mit dem unbekannten Erwartungswert {\displaystyle \mu } und der unbekannten Varianz der Grundgesamtheit {\displaystyle \sigma ^{2}}. Seien die Realisierungen der Zufallsvariablen {\displaystyle x_{1},\ldots ,x_{n}}, dann ist die Likelihood-Funktion (auch Plausibilitätsfunktion genannt) einer Stichprobe mit Umfang {\displaystyle n}
{\displaystyle L(x_{1},\ldots ,x_{n}\mid \mu ,\sigma ^{2})=\prod _{i=1}^{n}{\frac {1}{\sqrt {2\pi \sigma ^{2}}}}\exp \left(-{\frac {(x_{i}-\mu )^{2}}{2\sigma ^{2}}}\right)=\left({\frac {1}{2\pi \sigma ^{2}}}\right)^{n/2}\exp \left(-{\frac {1}{2\sigma ^{2}}}\sum _{i=1}^{n}(x_{i}-\mu )^{2}\right)}
und die log-Likelihood-Funktion
{\displaystyle \log(L(x_{1},\ldots ,x_{n}\mid \mu ,\sigma ^{2}))=-{\frac {n}{2}}\log(2\pi \sigma ^{2})-{\frac {1}{2\sigma ^{2}}}\sum _{i=1}^{n}(x_{i}-\mu )^{2}}.
Um einen Schätzer {\displaystyle {\hat {\sigma }}^{2}} für {\displaystyle \sigma ^{2}} finden, wird die log-Likelihood-Funktion nach {\displaystyle \sigma ^{2}} abgeleitet
{\displaystyle {\frac {\partial \log(L(x_{1},\ldots ,x_{n}\mid \mu ,\sigma ^{2}))}{\partial \sigma ^{2}}}=-{\frac {n}{2\sigma ^{2}}}+{\frac {1}{2\sigma ^{4}}}\sum _{i=1}^{n}(x_{i}-\mu )^{2}}
und gleich Null gesetzt um ein Maximum zu finden
{\displaystyle 0=-{\frac {n}{2{\hat {\sigma }}^{2}}}+{\frac {1}{2{\hat {\sigma }}^{4}}}\sum _{i=1}^{n}(x_{i}-\mu )^{2}\quad \Longrightarrow \quad {\hat {\sigma }}^{2}={\frac {1}{n}}\sum _{i=1}^{n}(x_{i}-\mu )^{2}}
(für eine Herleitung der Varianz der Grundgesamtheit in Matrixnotation, siehe Klassisches lineares Modell). Die zweite Ableitung ergibt sich als
{\displaystyle {\frac {\partial ^{2}\log(L(x_{1},\ldots ,x_{n}\mid \mu ,\sigma ^{2}))}{\partial \sigma ^{2}\partial \sigma ^{2}}}={\frac {1}{\sigma ^{4}}}\left({\frac {n}{2}}-{\frac {\sum _{i=1}^{n}(x_{i}-\mu )^{2}}{\sigma ^{2}}}\right)}
und an der Stelle {\displaystyle \sigma ^{2}={\hat {\sigma }}^{2}}:
{\displaystyle {\frac {1}{{\hat {\sigma }}^{4}}}\left({\frac {n}{2}}-{\frac {\sum _{i=1}^{n}(x_{i}-\mu )^{2}}{{\hat {\sigma }}^{2}}}\right)={\frac {1}{{\hat {\sigma }}^{4}}}\left({\frac {n}{2}}-{\frac {n{\hat {\sigma }}^{2}}{{\hat {\sigma }}^{2}}}\right)=-{\frac {n}{2{\hat {\sigma }}^{4}}}<0},
d. h., es handelt sich um ein Maximum, wenn {\displaystyle {\hat {\sigma }}^{2}>0}.